# Lo spregio
Lo spregio è un romanzo di Alessandro Zaccuri, pubblicato nel 2016.
Si è aggiudicato nel 2017 il Premio Mondello, il Premio Comisso; ed è stato finalista al Premio Bergamo.

## Trama
La vicenda si svolge intorno al 1999-2000.
Angelo è figlio di Franco Morelli, detto Il Moro, e di Giustina, gestore e cuoca della Taverna dell'Angelo. Egli non sa di essere un trovatello adottato; il padre rappresenta per lui un mito e il ragazzo sogna di diventare come il genitore. Un brutto giorno, in terza media, dopo un bisticcio con un compagno, Angelo scopre che il padre ha varie attività illecite; dal contrabbando alla prostituzione. Reagisce isolandosi, divenendo un problema a scuola e attendendo il giorno in cui anch'egli si metterà nel giro. Ciò accade negli anni seguenti, per quanto il padre cerchi di limitare le azioni del figlio, ma, pur autorevole e amato, Franco non riesce a impedire che il ragazzo imbastisca anche traffici propri, che lo espongono con le autorità e non gli causano conseguenze solo perché proprio il padre ha il giusto giro di conoscenze e di corruzione con cui copre entrambi.
Quando Angelo ha diciannove anni, arriva in paese una famiglia meridionale, composta dal padre, detto Don Ciccio e da quattro figli maschi dei quali il più giovane si chiama Salvo. La nuova famiglia ostenta un gran potere: si installa in una villa in decadenza e da tutta la zona arrivano maestranze per lavorare gratuitamente al restauro; ogni membro ha un'auto propria, modelli costosi e ingombranti; nella casa ci sono moltissime novità tecnologiche; tutti vestono con molta eleganza, pur svolgendo all'apparenza lavori come il commesso, l'operaio e il pizzaiolo. Perciò, quando Angelo affascinato diventa amico di Salvo, lo imita in tutto, sottraendo in casa i denari per acquistare vestiti firmati, cellulare ultimo grido e altri simboli di ricchezza. Don Ciccio però fa sapere al Moro che, se Angelo vuole la loro amicizia, dovrà filare diritto. L'avvertimento è molto chiaro al padre e ai suoi amici, ma è del tutto snobbato dal ragazzo, che anzi si sente ripetere ad ogni istante di essere come un figlio per don Ciccio e un fratello per Salvo.
Una sera i due giovani sono insieme in auto e passano accanto a una villa; nel giardino c'è una statua di San Michele Arcangelo, piuttosto malconcia, ma, a dire di Salvo, un capolavoro. Salvo si attacca al campanello e quando il proprietario, un tipo mite di nome Mambrotti, si affaccia, il giovane si improvvisa giornalista della RAI e riesce a ingannare Mambrotti il quale, credendo che la TV si interesserà della sua scultura, consente che questa sia rimossa per una pulizia. Con promesse di tutti i tipi, Salvo simula una fretta di portare a termine il servizio e l'indomani fa prelevare l'angelo da un suo fratello maggiore. Il seguito è impressionante: restaurata senza risparmio, la statua viene collocata nel giardino della famiglia di don Ciccio, con discrezione e signorilità. Tutti i familiari di Salvo (che si dichiaravano da sempre devoti di San Michele) esultano perché ora l'effigie del loro patrono è in casa loro. E Angelo prova per la prima volta il morso dell'invidia.
Nei giorni seguenti Angelo porta avanti un suo piano: va dal titolare di una discoteca che ha una statua metallica, anch'essa raffigurante San Michele. Ma questa non ha nulla che faccia pensare al sacro, semmai è una sorta di attrattiva da luna park. Angelo la acquista e la fa rimettere in ordine, poi, nonostante il rifiuto del padre, la fa collocare vicino alla taverna e chiama Salvo per mostrargliela. Nelle ultime settimane gli amici si erano visti poco perché Salvo, dopo l'impresa della statua, era divenuto uomo agli occhi della sua famiglia e cominciava ad avere varie incombenze. Quando arriva e vede cosa ha preparato Angelo, ha una reazione bruttissima e usa parole quali Giuda e Caino, e soprattutto accusa Angelo di aver irreparabilmente offeso San Michele loro patrono, che si vendicherà. Esterrefatto, Angelo non comprende, ma il padre, che ha visto tutto, gli intima di chiudersi in camera, simulando un'influenza. A sera, il Moro va da don Ciccio e i due hanno un colloquio. Don Ciccio inscena una storia sullo spregio fatto all'angelo, ma tutto porta a un solo punto: il Moro e il figlio non sono come loro e lo spregio, l'offesa vera, è di aver tentato di porsi allo stesso livello; questo si paga perché, fino a quando don Ciccio ha protetto chi giudicava amico, nulla poteva succedergli; ora la protezione è tolta.
Al Moro non serve fare appello ai sentimenti: si offre di pagare per il figlio e ciò suscita la derisione di don Ciccio, che aumenta quando il Moro ammette che ha adottato Angelo. Preoccuparsi di un trovatello? Inamissibile. L'abisso tra i due è invalicabile e niente smuove quello che è, con evidenza, un malavitoso al soggiorno obbligato, ma così ricco di potere da fare il bello e il cattivo tempo ovunque lo mandino. Egli sa persino che il Moro ha problemi seri di salute e che presto per lui sarà finita. Eppure il Moro, tornato a casa, continua a vegliare sull'amato figlio. Quando, dopo qualche altra settimana, Angelo è chiamato al cellulare da Salvo, convinto che tutto sia passato, si precipita ad uscire con quello che si ostina a credere un amico e invece il padre tenta di impedirglielo, senza ottenere altro che arroganza.
La tragedia scoppia in piena notte. Un'auto con la radio che emette musica ad altissimo volume, comincia a girare attorno alla casa del Moro. Ne escono quattro figuri che vanno diritti nel nascondiglio degli illeciti e portano via la merce, forzano la cassaforte e sottraggono il denaro custodito, appiccano il fuoco al capanno accanto alla taverna. Prima però hanno abbattuto la statua meccanica e ci mettono sopra il corpo senza vita di Angelo. Il Moro spara contro i malfattori, ma è atterrato da un colpo al fianco. Appena se ne vanno, la polizia arriva e il brigadiere decide di inscenare una rapina. Dal canto suo, Salvo aveva già presentato una denuncia, asserendo che si trovava in macchina con Angelo e che alcuni individui li hanno fermati, si sono impadroniti di Angelo e hanno lasciato lui svenuto in strada. Per strappare ad Angelo le informazioni sul nascondiglio del contrabbando, lo avrebbero torturato e ucciso, però tutti sanno che la verità non è questa, né si deve sapere. Il Moro ha ancora una sua mossa: vuole i funerali del figlio in forma privata. Poco dopo, fatta una donazione alla parrocchia, il Moro parte con Giustina per la Svizzera, dove le intesta i suoi averi, in attesa della fine.

## Edizioni
- Alessandro Zaccuri, Lo spregio, Marsilio, Venezia 2016